# 昂德兰 (大西洋比利牛斯省)
昂德兰（法語：Andrein，法語發音：[ɑ̃dʁɛ̃]）是法国大西洋比利牛斯省的一个市镇，属于奥洛龙-圣玛丽区。

## 地理
昂德兰（43°23'32"N, 0°54'3"W）面积7.8 平方千米，位于法国新阿基坦大区大西洋比利牛斯省，该省份为法国东南部省份，涵盖了贝阿恩与北巴斯克，西临大西洋比斯開灣，北至朗德省，东北接热尔省，东临上比利牛斯省，南与西班牙接壤。
与昂德兰接壤的市镇（或旧市镇、城区）包括：奥里永、巴罗特-卡米、比尔加罗讷、拉斯、奥里于勒、索沃泰尔德贝阿恩。

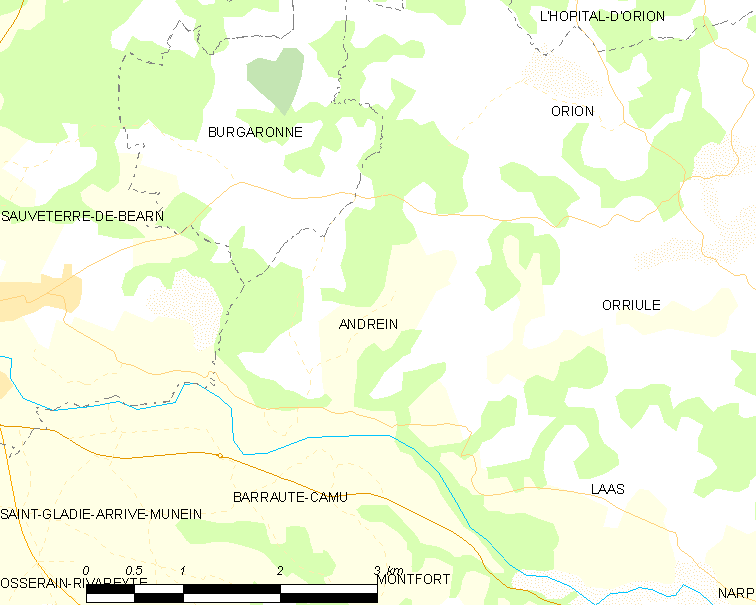
的OSM定位图

昂德兰的时区为UTC+01:00、UTC+02:00（夏令时）。

## 行政
昂德兰的邮政编码为64390，INSEE市镇编码为64022。

## 政治
昂德兰所属的省级选区为奥尔泰兹-激流与盐之地县。

## 人口

1962-2008年间人口变化图示

昂德兰于2022年1月1日时的人口数量为138人。